# شعار هونغ كونغ
شعار هونغ كونغ، أو الشعار الإقليمي لمنطقة هونغ كونغ الإدارية الخاصة من جمهورية الصين الشعبية، هو الشعار الذي يمثل هونغ كونغ. دخل الشعار حيز الاستخدام في 1 يوليو 1997، وذلك بعد نقل سيادة هونغ كونغ من المملكة المتحدة إلى جمهورية الصين الشعبية.
يظهر الشعار سمات تشبه عناصر تصميم العلم الإقليمي لهونغ كونغ على شكل دائرة. حيث أن الحلقة الخارجية البيضاء قد كتب عليها الاسم الرسمي لمنطقة هونغ كونغ بالحروف الصينية التقليدية وبالإنجليزية اسم «هونغ كونغ».

## شعار المستعمرة (1959-1997)

شعار الأسلحة لهونغ كونغ (1959-1997)

الشعار الاستعماري (1843–1959)

استمر استخدام الشعار الاستعماري في هونغ كونغ المستعمرة منذ أن تم التخلي عنها في 21 يناير 1959 وبعد ذلك اعتمدت على العلم الاستعماري في يوليو من ذلك العام. انتهى استخدام هذا الشعار شعار (من قبل حكومة هونغ كونغ) في عام 1997 حيث تم استبداله بشعار الإقليمية الحالي. يتألف شعار النبالة الاستعمارية من الدرع مع قسمين : حيث يتضمن الشعار رمزين لسفينتين صينيتين تقابلان بعضهما البعض. وفي الوسط هناك تاج ذهبي على أرضية حمراء يمثل تاج البحرية. وفي الأعلى يوجد أسد يحمل لؤلؤة. ويحمل الدرع اثنين هما الأسد والتنين الصيني. يقف الدرع وحامليه على قاعدة خضراء على شكل جزيرة تشير إلى جزيرة هونغ كونغ.
تمثل السفينتان الشراعيتان إلى أهمية التجارة داخل المستعمرة. تاج البحرية يرمز لعلاقات هونغ كونغ مع القوات البحرية والبحرية التجارية، والأسوار ذات الفتحات تذكر بمعركة هونغ كونغ خلال الحرب العالمية الثانية. واللؤلؤة التي يحملها الأسد الذي يرتدي التاج الإمبراطوري تحمل عبارة «لؤلؤة الشرق» في إشارة إلى هونغ كونغ. الأسد والتنين الذين على طرفا الشعار يظهران الروح البريطانية والصينية المندمجة في هونغ كونغ. ترمز الجزيرة إلى بداية المستعمرة على الجزيرة وتمثل التضاريس البحرية والجبلية والجغرافية لهونغ كونغ.

## الشارة الاستعمارية
استخدم الختم الاستعماري منذ عام 1843 باستبداله من طراز لآخر إلى أن حل محله شعار النبالة في عام 1959. إلا أنه طوال عدة تنقيحات، بقيت فكرة الختم على حالها.حيث أنها كانت تصور ثلاثة من التجار الصينيين وكومة من البضائع على رصيف على اليسار في مقدمة الشعار. أما في الخلفية فكان هناك سفينة وبضائع صينية في الميناء مكومة على شكل تلال مخروطية.

## الروابط الخارجية
- معلومات عن شعار هونغ كونغ